# Supersonic Racing
Supersonic Racing è una squadra motociclistica con sede in Italia.

## Storia
Dopo aver iniziato le partecipazioni alle corse motociclistiche schierando una squadra nel campionato Italiano Velocità categoria Superstock nel 2009 dotata di motociclette Honda, collezionando anche una presenza quale wild card nella Superstock 1000 FIM Cup 2009, l'anno successivo ha fatto il passo di competere in maniera continuativa in campo internazionale.
Nel 2010 ha partecipato al campionato mondiale Superbike con una Ducati 1098R affidata a Luca Scassa. Nel corso della stagione la squadra è stata costretta a saltare la prima prova stagionale in Australia a Phillip Island in quanto la Ducati non aveva ancora implementato la moto da mettergli a disposizione. Durante i due gran premi della Repubblica Ceca a Brno e d'Inghilterra a Silverstone il pilota Luca Scassa è incappato in due incidenti che gli hanno impedito di finire i rispettivi weekend di gara. Anche con queste vicissitudini il pilota italiano è riuscito a posizionarsi in diciassettesima posizione nel campionato con 85 punti.
Nel 2011 continua nel mondiale Superbike, questa volta con il pilota Maxime Berger. Dopo due stagioni di gare nel mondiale Superbike, il 15 settembre 2011 il manager del team Danilo Soncini annuncia il ritiro della squadra a partire dall'anno successivo. Tale ritiro non sarebbe da attribuirsi a problemi economici della squadra, bensì a motivazioni personali del team manager.
Nel 2012 si iscrive al campionato britannico Superbike.